# مشعل حمد کانو
مشعل حمد کانو (انگلیسی: Mishal Hamed Kanoo؛ ۲۵ فوریه ۱۹۶۹ –) تاجر و کارآفرین اماراتی است. او مدیرعامل فعلی گروه کانو است. او عنوان‌های زیر را کسب کرده‌است: «یکی از صد عرب قدرتمند جهان در سال ۲۰۱۷» «در لیست ثروتمندان در سال ۲۰۰۹»
و «یکی از ثروتمندترین غربی‌های جهان».ایشان از خیرین معروف و بزرگ امارات هستند